# Trapos íntimos
Trapos íntimos est une télénovela vénézuélienne diffusée en 2002 - 2003 par RCTV.

## Distribution
- Marlene De Andrade : Isabel Cecilia Cordero
- Carlos Montilla : Fernando Lobo Santacruz
- Gabriela Vergara : Lucía Lobo Santacruz
- Alfonso Medina : William Guillermo Pinzón, dit Willy
- Dad Dáger : Manuela Federica Andueza / Soledad Andueza de Lobo
- Flavia Gleske : Zoe Guerrero
- Amanda Gutiérrez : Federica Ruíz Vda. de Andueza
- Alicia Plaza : Beba Solís
- Leonardo Marrero : Jorge Luis Solís
- Iván Tamayo : Felipe Ferrer
- Saúl Marín : Cecilio Monsalve
- Juan Carlos Gardié : Elmer
- Nacarid Escalona : Doris Day Montiel
- Rosario Prieto : Eulalia Pinzón
- Francis Rueda : Carmen Teresa Cordero
- Carlos Guillermo Haydon : Mauricio Rossi
- Eduardo Orozco : Juan Febres, dit Juancho
- Marisa Román : María Soledad Lobo Andueza, dite Marisol
- Yelena Maciel : María de Lourdes Lobo Andueza, dite Mariló
- María Gabriela de Faría : María Fernanda Lobo Andueza, dite Marifer
- Gabriel López : Gabriel Pérez, dit Tuqueque
- Ivette Domínguez : Guillermina Azuaje
- Alejandro Mata : Gumersindo Cordero
- Araceli Prieto : Sor Ernestina González
- Émerson Rondón : Ramón Pérez, dit Moncho
- Gerardo Soto : Nicolás Santacruz, dit Nico
- Jesús Cervó : Pancho Ruíz
- Lady Dayana Núñez : Bárbara Eulalia Pinzón, dite Barbarita
- Noel Carmona : Álvaro Mejías Parissi
- Crisol Carabal : Ángela Chacón
- Yugui López : El Goajiro
- Nacho Huett : Ricardo Pinzón, dit Ricky
- Juliet Lima : Mayerling
- José Luis Zuleta : Inspecteur Idrogo
- Aura Rivas : Elia Morón Figuera
- Pedro José Virgüez
- Carlos Cruz : Valmore (participation spéciale)
- Ámbar Díaz : Sabrina (participation spéciale)
- Igor Testamarck : Chicho
- Andreína Yépez : Yuribix (participation spéciale)
- Miguel Augusto Rodríguez : Chato
- Aleska Díaz-Granados : Acrópolis Barroso
- Líber Chiribao : Nacho
- Susana Aquino : Sofía
- Ana Gabriela Barboza : Norys
- Katyuska Rivas
- Ogladih Mayorga